# Alas (Taiga)
Alas werden Lichtungen in der sibirischen Taiga genannt. 
Alasse entstehen, wenn eine Schädigung des Waldes (zum Beispiel durch Waldbrände) dazu führt, dass der sonst dauerhaft gefrorene Boden der Taiga durch Sonneneinstrahlung auftaut. Die daraufhin entstehenden Thermokarstprozesse verursachen eine schüsselartige Einsenkung der Bodenfläche. In dieser Einsenkung entsteht ein See, der durch den durch die Sommerwärme weiter verstärkten Thermokarstprozess mehrere Hektar groß werden kann. Der See verdunstet bis auf eine mehr oder weniger große Wasserfläche. Die nach der Verdunstung entstandenen trockenen Flächen nennt man Alas. Dort kann die Taiga aufgrund des fehlenden Zusammenspiels von Dauerfrostboden und Wald nicht mehr weiter bestehen: Auf der trockenen, waldlosen Fläche wachsen nur noch Steppengräser. Diese „Versteppung“ kann zwischen 10 und 15 Hektar groß sein. In Zentraljakutien nehmen Alasse bis zu 40 % der Fläche ein.

## Weblink
- Infoblatt beim Klett-Verlag